# La Chaux-du-Dombief
La Chaux-du-Dombief là một xã trong vùng hành chính Franche-Comté, thuộc tỉnh Jura, quận Saint-Claude, tổng Saint-Laurent-en-Grandvaux. Tọa độ địa lý của xã là 46° 36' vĩ độ bắc, 05° 54' kinh độ đông. La Chaux-du-Dombief nằm trên độ cao trung bình là 890 mét trên mực nước biển, có điểm thấp nhất là 719 mét và điểm cao nhất là 1063 mét. Xã có diện tích 21.65 km², dân số vào thời điểm 2004 là 532 người; mật độ dân số là 25 người/km².

## Thông tin nhân khẩu
| 1962 | 1968 | 1975 | 1982 | 1990 | 1999 |
| ---- | ---- | ---- | ---- | ---- | ---- |
| 298  | 324  | 343  | 422  | 442  | 488  |

## Địa điểm tham quan
Nhà thờ của La Chaux-du-Dombief được xây dựng trong thế kỉ thứ 18. Thắng cảnh tự nhiên là các hồ Lac de la Motte và Lacs de Maclu.